# Panagiotis Kontaxakis
Panagiotis Kontaxakis (AFI: [panaˈʝotis kodaˈksacis]) (in greco: Παναγιώτης Κονταξάκης; Melbourne, 16 agosto 1964) è un ex altista e maestro di qi gong e tai chi greco.

## Biografia

### Carriera nell'atletica leggera
È giunto 8º nel salto in alto ai campionati europei indoor di L'Aia 1989.
Il suo record personale è di 2,28 m, stabilito nel luglio 1988 ad Ankara ed eguagliato a livello indoor nel marzo 1989 a Budapest. Ha detenuto il record nazionale greco fino al 1992 quando è stato uguagliato da Kosmas Michalopoulos e successivamente migliorato da Labros Papakostas.